# Llengües de l'Afganistan
L'Afganistan és un estat multilingüe en el qual els dos idiomes més parlats, el paixtu i el darí, tenen caràcter d'oficials. El darí és el nom oficial de l'idioma persa a Afganistan. Sovint se'l coneix com el «persa afganés». Tant el paixtu com el persa són llengües indoeuropees dins de les llengües iràniques. Altres idiomes presents, com l'uzbek, el turcman, el balutxi, les llengües pashayi i el nuristaní són parlades per grups minoritaris arreu de l'estat.
Dins dels idiomes menors es poden esmentar el panjabi, l'ashkunu, el kamkata-viri, el vasi-vari, el tregami i el kalasha-ala, les llengües pamir (sugní, munji, ishkashimi i wají), el brahui, el qizilbash, l'aimaq, el pashai i el kirguís. El lingüista Harald Haarmann creu que Afganistan alberga més de 40 idiomes, i al voltant de 200 dialectes diferents.

## Política lingüística

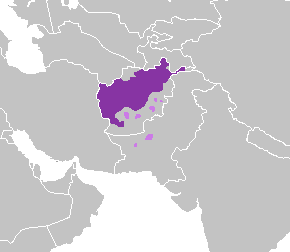
Persa darí

El darí és l'idioma més parlat dels idiomes oficials de l'Afganistan. El 1980, a altres idiomes minoritaris se'ls va atorgar l'estatus oficial a les regions on són l'idioma de la majoria. L'article 16 de la Constitució afganesa de 2004 estableix que els uzbeks, els turcmans, els balutxis, els pashayi, els nuristanís i els pamiri són, a més del paixtu i el darí, el tercer idioma oficial a les zones on la majoria els parla. Les modalitats pràctiques per a la implementació d'aquesta disposició s'especificaran per llei."

## Política de noms
Darí és un terme àmpliament recomanat per les autoritats afganeses per designar els dialectes perses parlats a l'Afganistan, en contrast amb els dialectes parlats al veí Iran. Tot i que encara és àmpliament conegut com a "farsi" ('persa') per als seus parlants nadius, el nom fou canviat oficialment a darí el 1964, que no s'ha de confondre amb el dialecte de Kabul, que és el dialecte persa dominant a Afganistan. A part d'uns pocs conceptes bàsics de vocabulari (i més estils cal·ligràfics indoperses en l'escriptura iranoàrab), hi ha poca diferència entre el persa formal escrit de l'Afganistan i el de l'Iran. El terme darí sovint s'usa lliurement per al característic persa parlat de l'Afganistan, en general el dialecte de Kabul, però es restringeix millor als registres formals parlats (poesia, discursos, noticiaris i altres anuncis de difusió).

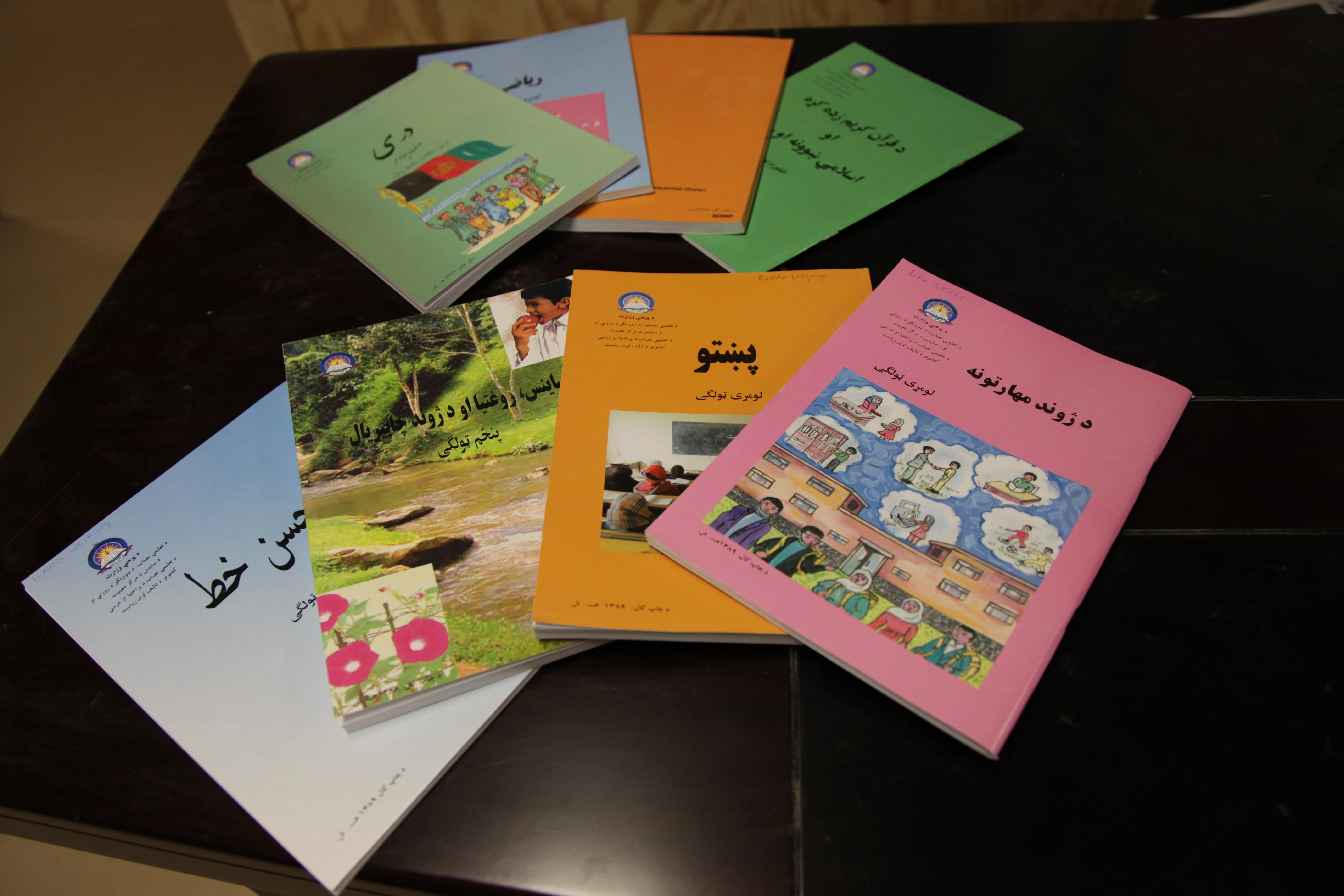
Llibres de text escolars afganesos escrits en paixtu i en darí

## Visió general
Les xifres exactes sobre l'extensió i composició dels diversos grups etnolingüístics no estan disponibles, ja que no s'han realitzat censos sistemàtics a l'Afganistan en dècades. Les estimacions suggereixen els següents idiomes principals:
Segons un sondeig d'opinió de 2006 que involucrava 6.226 ciutadans afganesos seleccionats a l'atzar per la Fundació Asia, el darí n'és el primer idioma: el 49% de la població global, amb el 37% que indica la capacitat de parlar darí com a segon idioma; el 42% poden llegir el darí. En segon lloc, el paixtu té un 40% de parlants entre les persones enquestades, mentre que un 28% el parla com a segon idioma; i el 33% poden llegir-lo. El tercer idioma fou l'uzbek, amb un 9% i com a segon idioma el té un 6% dels enquestats; després ve el trucmé, amb un 2% i com a segon idioma té un percentatge del 3%. S'hi parla anglés per un 8% i l'urdú per un 7%.
Un estudi posterior constatà que el darí era, per un ampli marge, l'idioma més parlat a l'Afganistan urbà, amb el 93% dels afganesos que deien parlar-lo, però només el 75% dels afganesos rurals afirmaven el mateix.
Una població considerable a l'Afganistan, especialment a Kabul, també pot parlar i entendre l'hindustànic a causa de la popularitat i influència de les pel·lícules i cançons de Bollywood a la regió.
| \| Llengües de l'Afganistan[15] \| Llengües de l'Afganistan[15] \| Llengües de l'Afganistan[15] \| Llengües de l'Afganistan[15] \| Llengües de l'Afganistan[15] \| \| ------------------------------------- \| ------------------------------------- \| ---------------------------- \| ---------------------------- \| ---------------------------- \| \| \| \| \| \| pcs. \| \| Paixtu \| Paixtu \| \| 35 \| 35 \| \| Uzbek i Turcmé \| Uzbek i Turcmé \| \| 11 \| 11 \| \| Bazbar \| Bazbar \| \| 210,121 \| 210,121 \| \| Altres 30, incloent Balutxi i Pashayi \| Altres 30, incloent Balutxi i Pashayi \| \| 4 \| 4 \| |                                       |  |         |         |
| Llengües de l'Afganistan |                                       |  |         |         |
| |                                       |  |         | pcs.    |
| Paixtu | Paixtu                                |  | 35      | 35      |
| Uzbek i Turcmé | Uzbek i Turcmé                        |  | 11      | 11      |
| Bazbar | Bazbar                                |  | 210,121 | 210,121 |
| Altres 30, incloent Balutxi i Pashayi | Altres 30, incloent Balutxi i Pashayi |  | 4       | 4       |

El darí funciona com la llengua franca de l'estat i és la llengua nadiua de diversos grups ètnics afganesos, inclosos el tadjics, hazares i aimak. El paixtu és la llengua materna del poble paixtus, el grup ètnic dominant a l'Afganistan. A causa del caràcter multiètnic de l'Afganistan, la varietat d'idiomes, així com el bilingüisme i el multilingüisme, hi són fenòmens comuns.